# Fluencia (geología)

Esquema del flujo de hielo dentro de un glaciar.

La fluencia es la deformación muy lenta que sufre el hielo en un glaciar como consecuencia de su peso y del roce con su lecho. Es un caso de deformación por fluencia lenta en un sólido.
El hielo, como muchos sólidos, está dotado de cierta viscosidad que bajo presiones o esfuerzos importantes, le permite deformarse lentamente, como si se tratara de una pasta dura. Cuando las fuerzas superan el límite de elasticidad del hielo, la masa de este se rompe y se agrieta. Cuando se aplica un esfuerzo sobre el hielo, este se comporta como un fluido viscoso deformándose de manera lenta y continua, lo que explica su flujo dentro del glaciar, y su deslizamiento sobre el lecho rocoso. Tanto los casquetes polares, plataformas de hielo, capas de hielo y glaciares muestran un flujo de fluencia impulsado por la gravedad, sostenido por la tierra subyacente, ya sea por la presión del hielo acumulado o por la pendiente del terreno en que se asienta.